# Malus sieboldii
Malus sieboldii, el Manzano silvestre de Siebold, es una especie arbórea de la familia de las Rosáceas.

## Descripción
Es un arbusto o pequeño árbol que alcanza un tamaño de 2-6 m de altura. Las ramillas de color morado oscuro o marrón púrpura, cilíndricas, pubérulas cuando jóvenes, glabrescentes con posterioridad; los brotes marrón púrpura, las escalas de terminales ovoides, glabras o pubérulas solo en el margen. Estípulas angostamente lanceoladas, de 4-6 mm, herbáceas, ligeramente pubérulas; lámina de la hoja, elíptica o angostamente elíptica, de 3-7.5 × 2-4 cm, ambas superficies pubérulas cuando son jóvenes, el envés pubérulos a lo largo de la vena media y venas laterales cuando son viejas, la base redondeada o cuneada y amplio margen serrado, a menudo 3-lobado, raramente 5-lobulado en las ramas nuevas, el ápice agudo. La inflorescencia en corimbo en los ápices de las ramitas, de 4-6 cm de diámetro; con 4-8 flores; brácteas caducas, linear-lanceoladas, membranosas, adaxialmente pubescentes. Flores de 2-3 cm de diámetro. Hipanto campanulado. Sépalos  tan largos o ligeramente más largos que el hipanto. Pétalos de color rosa. El fruto es un pomo de color rojo o amarillo pardusco, subgloboso, de 6-8 mm de diámetro. Fl. abril-mayo, fr. agosto-septiembre.

## Distribución y hábitat
Se encuentra en los bosques mixtos, entre los arbustos, en las laderas, a una altitud de 150 - 2000 metros en Fujian, Gansu, Guangdong, Guangxi, Guizhou, Hubei, Hunan, Jiangxi, Liaoning, Shaanxi, Shandong, Sichuan, Zhejiang en China y en Corea y Japón.

## Usos
Esta especie puede ser utilizado como árbol ornamental por sus vistosas flores en la primavera. En Liaoning y Shandong, a veces se utiliza como material de injerto de manzanos.

## Taxonomía
Malus sieboldii fue descrita por (Regel) Rehder y publicado en Plantae Wilsonianae 2(2): 293. 1915.
Citología
El número de cromosomas es de  2n = 34 *, 51 
Variedades
A veces se considera que tiene tres variedades:
- M. sieboldii var. sieboldii (el verdadero manzano silvestre de Siebold)
- M. sieboldii var. sargentii, que a veces es considerado como una especie separada M. sargentii, y
- M. sieboldii var. zumi.

Sinonimia
- Crataegus cavaleriei H. Lév. & Vaniot
- Crataegus taquetii H. Lév.
- Malus baccata subsp. toringo (K. Koch) Koidz.
- Malus heterophylla SUMNER
- Malus sieboldii var. incisa Koidz.
- Malus sieboldii var. toringo (K. Koch) Siebold ex C.K. Schneid.
- Malus toringo Siebold
- Malus toringo (K. Koch) Carrière
- Photinia rubrolutea H. Lév.
- Pyrus esquirolii H. Lév.
- Pyrus sieboldii Regel basónimo
- Pyrus subcrataegifolia H. Lév.
- Pyrus toringo (K. Koch) Miq.
- Sorbus toringo K. Koch[6]